# SN 2002bf
SN 2002bf – supernowa typu Ia odkryta 4 marca 2002 roku w galaktyce CGCG266-031. Jej maksymalna jasność wynosiła 16,22m.